# Echinokokóza

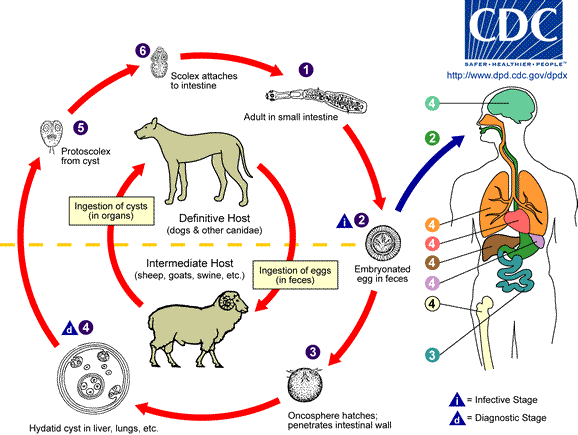
Životní cyklus měchožila

Echinokokóza (také hydatické onemocnění, hydatidóza), je parazitární onemocnění lidí způsobené larvami tasemnic rodu Echinococcus. U člověka se vyskytují dva hlavní typy onemocnění, cystická echinokokóza (způsobuje hlavně E. granulosus sensu stricto) a alveolární echinokokóza (E. multilocularis). Méně časté formy jsou polycystická echinokokóza a unicystická echinokokóza. Onemocnění má velmi dlouhou inkubační dobu. Symptomy a příznaky závisí na umístění a velikosti cyst. Alveolární onemocnění obvykle začíná v játrech, ale může se rozšířit do jiných částí těla. Při zasažení játer se nemoc projeví například bolestí břicha, hubnutím či žloutenkou. U cystické echinokokózy mohou být cysty v játrech, plicích, méně často i v mozku. Cysty v plicích se manifestují bolestí na hrudi, dušností a kašlem.

## Etiologie
Člověk slouží jako atypický mezihostitel echinokoka a jsou pro něj infekční pouze vajíčka tasemnic vylučovaná trusem definitivních hostitelů (psovité a kočkovité šelmy). Člověk se nakazí pozřením vajíček echinokoka při nedostatečné hygieně v endemických oblastech. Přesné zdroje infekce nejsou známy. Mezi rizikové faktory patří kontakt se zvířaty, práce s půdou nebo kontaminované nemyté ovoce a zelenina.
Onemocnění může mít několik forem v závislosti na druhu echinokoka.

### Cystická echinokokóza
Nejvýznamnější a nejčetnější je cystická echinokokóza (CE), jež způsobuje druh E. granulosus nebo E. canadensis, vzácně i E. ortleppi. CE je charakterizovaná zpravidla solitérní cystou v játrech nebo plicích rostoucí do značných rozměrů. Zdrojem infekce jsou zpravidla domácí psi.

### Alveolární echinokokóza
E. multilocularis způsobuje alveolární echinokokózu (AE). U této nejzávažnější formy dochází k růstu mnohočetných cyst (alveokok) prorůstajících postupně celým parenchymem jater s možností metastáz do dalších orgánů. Neléčená infekce končí vždy fatálně. Zdrojem infekce je liščí trus.

### Polycystická echinokokóza
Vzácná forma nemoci vyskytující se pouze v Jižní a Střední Americe se jmenuje polycystická echinokokóza (PE). Původcem jsou E. vogeli nebo E. oligarthra. U těchto druhů pučí cysta dovnitř a vytváří dceřiné cysty uvnitř primární, mezi dceřinými cystami se tvoří septa.
| Typ nemoci                | Původce                                                                    | Definitivní hostitel                                                                | Mezihostitel                                                                                 | Výskyt                                |
| ------------------------- | -------------------------------------------------------------------------- | ----------------------------------------------------------------------------------- | -------------------------------------------------------------------------------------------- | ------------------------------------- |
| cystická echinokokóza     | Echinococcus granulosus s.s. Echinococcus canadensis Echinococcus ortleppi | pes a volně žijící psovití volně žijící psovití pes                                 | přežvýkavci, prasata přežvýkavci skot                                                        | kosmopolitní                          |
| alveolární echinokokóza   | Echinococcus multilocularis                                                | liška obecná, liška polární, psík mývalovitý, kojot prérijní, pes                   | hlodavci Arvicolinae                                                                         | severní polokoule                     |
| polycystická echinokokóza | Echinococcus vogeli Echinococcus oligarthra                                | pes pralesní (Speothos venaticus) volně žijící kočkovití (puma, jaguár, ocelot,...) | paka nížinná (Cuniculus paca), aguti zlatý (Dasyprocta leporina) jihoamerické druhy hlodavců | Jižní a Střední Amerika Jižní Amerika |

## Epidemiologie

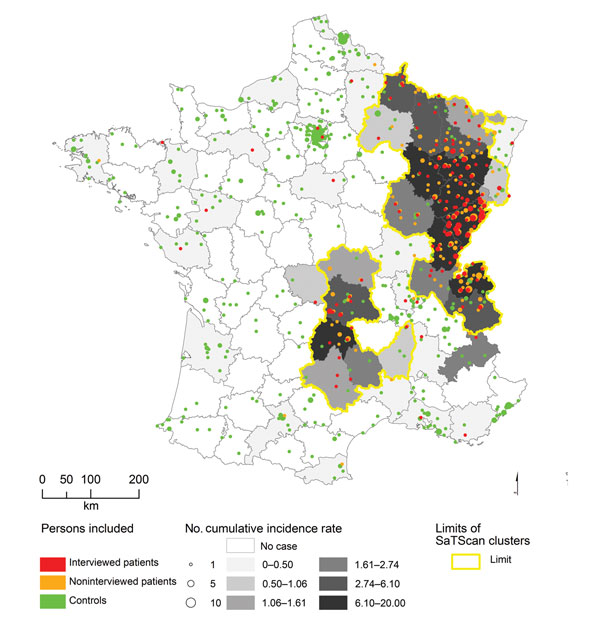
Mapa rizika výskytu alveolární echinokokózy ve Francii.

Toto onemocnění se vyskytuje ve většině oblastí na světě a v současné době postihuje asi jeden milion osob. V některých oblastech Jižní Ameriky, Afriky a Asie je postiženo až 10 % určitých skupin obyvatel. V roce 2010 způsobilo 1200 úmrtí, což je pokles z 2000 v roce 1990. Ekonomické náklady na toto onemocnění se odhadují na přibližně 3 miliardy amerických dolarů ročně. Může postihnout také jiná zvířata, např. prasata, krávy a koně.
Definitivním hostitelem jsou psovité šelmy (lišky, psi) a kočky, kterým parazitují ve střevech. Nemoc je nebezpečná pro mezihostitele, kterými jsou malí přežvýkavci (ovce, kozy), srnčí zvěř, skot, prase, hlodavci a také člověk. Ti se obvykle nakazí vajíčky z trusu definitivních hostitelů, v zažívacím traktu se pak z vajíček uvolňují larvy tasemnice, které většinou končí v játrech, kde vytvářejí cystu – hydatidu.
E. multilocularis se v 80. letech 20. století endemicky vyskytovala v Německu a jeho okolí (Švýcarsko, Rakousko, západní Francie). Oblast výskytu se později mírně rozšířila a to i včetně Česka (nejvíce v její západní části). Dle údajů Státního veterinárního ústavu byl nejvyšší záchyt pozitivních lišek dokumentován v Karlovarském kraji (62 %), nejnižší naopak v kraji Jihomoravském (14 %).

## Diagnostika, prevence a léčba
Diagnóza se obvykle provádí ultrazvukem, lze použít také počítačovou tomografii (CT) nebo magnetickou rezonanci (MRI). Užitečné mohou být testy k detekci protilátek proti parazitům v séru či biopsie.
Prevence cystického onemocnění spočívá v pravidelném odčervování psů, kteří mohou onemocnění přenášet, a v očkování ovcí. Léčba u lidí je často obtížná. Cystickou i alveolární echinokokózu lze řešit chirurgicky v kombinaci s anthelmintickou terapii (albendazol, mebendazol) s ohledem na stádium, lokalizaci cyst a stav pacienta. Prognóza v případě alveolární formy onemocnění je špatná.